# Philophrosyne
Pour le satellite de Jupiter, voir Philophrosyne (lune).
Dans la mythologie grecque, Philophrosyne (Φιλοφροσυνη) est la déesse de la bienveillance, de la bonté, de l'amitié, de la bienvenue et de la gentillesse et une des quatre « jeunes Charites » dans la mythologie grecque.

## Biographie
Elle est la fille d'Héphaïstos et d'Aglaé (une des trois Kharites, filles de Zeus). 
Aglaé et ses sœurs sont appelées « Kharites anciennes ». Philophrosyne et ses sœurs, Euphémé (déesse des louanges, des acclamations), Eukléia (déesse de la gloire) et Euthénia (déesse de la prospérité) sont les « jeunes Kharites ».

## Évocation moderne

### Astronomie
Son nom a été donné à un satellite naturel de Jupiter, Philophrosyne, découverte le 6 février 2003 (nom officiel : Jupiter LVIII Philophrosyne). Avant que ce nom ne lui soit donné, cette lune de Jupiter portait la désignation provisoire S/2003 J 15.